# Strings of Life
Strings of Life («cuerdas de la vida») es un sencillo de 1987 del músico electrónico estadounidense Derrick May, bajo el nombre Rhythim Is Rhythim. Es su canción más conocida y considerada un «clásico» tanto en la música house como en el techno. A May se le atribuye el desarrollo de la variación futurista que se llamaría «techno».

## Trasfondo y lanzamiento
Nacido en Detroit, May comenzó a explorar la música electrónica desde una temprana edad. Sus amigos de la secundaria fueron Juan Atkins y Kevin Saunderson. Eran conocidos comúnmente como los Belleville Three.
En 1987, May comenzó su carrera de producción con el lanzamiento de Nude Photo, un sencillo coescrito con Thomas Barnett. El sencillo ayudó a impulsar la escena del techno de Detroit. Un año después lo siguió con el lanzamiento de Strings of Life, nombrado así por Frankie Knuckles. «Fue un hit en Reino Unido de una manera especialmente grande durante la explosión del House en 1987-1988».
Strings of Life se basa en una secuencia de piano de un amigo de May, Michael James. Se detuvo para visitar la casa de May y se sentó a tocar una balada de piano en la que había estado trabajando, llamada Lightning Strikes Twice. Esta pieza entró en el secuenciador de Derrick y se mantuvo allí hasta que Derrick decidió escucharla hasta el final. Encontró algunas porciones que le interesaban, y comenzó a trabajar con ellas. La canción estaba originalmente a 80 BPM antes de que May aumentara el tempo, lo dividiera en bucles y agregara muestras de percusión y cuerda.
Según Frankie Knuckles, la canción «simplemente explotó (...) Era como algo que no puedes imaginar, el tipo de poder y energía que la gente obtuvo de ese disco cuando se escuchó por primera vez. Mike Dunn dice que no tiene idea de cómo la gente puede aceptar un disco que no tiene una línea de bajo». La canción apareció en el videojuego Midnight Club: Street Racing.
En 1989, la canción fue remezclada por Juan Atkins y lanzada como Strings of Life '89. Alcanzó el puesto #74 en el Reino Unido.

## Impacto y legado
Mixmag clasificó la canción #17 en su lista 100 Greatest Dance Singles of All Time en 1996.
DJ Magazine clasificó Strings of Life en el puesto #25 de su lista Top 100 Club Tunes en 1998.
La encuesta de los oyentes y DJs de la BBC Radio 2008, The Greatest Ever Dance Record, clasificó a Strings of Life en el n° 4, después de Billie Jean de Michael Jackson, Sex Machine de James Brown y I Feel Love de Donna Summer.
The Guardian presentó la canción en A History of Modern Music: Dance en 2011.
Mixmag clasificó la canción #28 en su lista 50 Greatest Dance Tracks of All Time en 2013.
LA Weekly clasificó Strings of Life #1 en The 20 Best EDM and Dance Music Tracks in History en 2015.
La lista The 20 Best House Tracks Ever publicada en 2015 por Time Out incluyó Strings of Life en el n° 12.

## Rankings
| Ranking (1989)                             | Posición |
| ------------------------------------------ | -------- |
| UK Singles Chart (Official Charts Company) | 74       |

## Covers
El dúo de house británico Soul Central hizo un cover de la canción en 2004 con la voz de la cantante estadounidense Kathy Brown. El sencillo alcanzó el número 6 en el UK Singles Chart. También se convirtió en un éxito en el ambiente underground.